# Nouvel almanach ambigu-chantant

Le Nouvel almanach ambigu-chantant est un almanach gantois bilingue français-flamand, édité de 1780 à 1803 par les frères Gimblet. Cet almanach est rare et on n'en connaît pas de collection complète.
Il est sous-titré Recueil d'ariettes, de duos et de trios et contient des airs d'opéras-comiques en vogue, ainsi que la composition des troupes de théâtre des principales villes des Pays-Bas autrichiens, mais aussi de plusieurs villes du Nord de la France et de Hollande. C'est un outil précieux pour l'histoire du théâtre de ces régions à la fin du XVIIIe siècle.

## Composition des troupes de théâtre par année
- 1780 : Gand, Bruxelles et Anvers
- 1782 : Gand, Bruxelles et Anvers
- 1783 : Gand, Bruxelles, Anvers, Maastricht et Liège
- 1784 : Gand, Bruxelles, Anvers, La Haye, Amsterdam, Lille et Dunkerque
- 1785 : Gand, Bruxelles, Lille, Douai, Dunkerque, La Haye, Amsterdam et Maastricht
- 1786 : Bruxelles, Anvers, Amsterdam, Lille, Liège et Dunkerque
- 1787 : Gand, Bruxelles, Anvers, Ostende, Amsterdam, Liège et Maastricht
- 1788 : Gand, Bruxelles, Anvers et Lille
- 1790 : Gand, Bruxelles, Anvers, Liège et Maastricht
- 1792 : Gand, Anvers, La Haye, Lille et Amsterdam
- 1793 : Gand, Anvers, Ostende, Lille et Dunkerque
- 1795 : Gand, La Haye et Lille
- 1798 : Gand, Bruxelles, Lille et Cologne
- 1803 : Gand, Lille, Anvers et Dunkerque